# Håkan Nesser
Håkan Nesser, né le 21 février 1950 à Kumla en Suède, est un écrivain suédois.
Ses ouvrages ont été couronnés par plusieurs prix et adaptés à la télévision suédoise.

## Œuvres

### SérieGunnar Barbarotti
1. Homme sans chien, Seuil, 2013 ((sv) Människa utan hund, 2006), trad. Esther Sermage  (ISBN 978-2-02-105581-8)
2. (sv) En helt annan historia, 2007
3. (sv) Berättelse om herr Roos, 2008
4. (sv) De ensamma, 2010
5. (sv) Styckerskan från Lilla Burma, 2012

### Romans policiers indépendants
- Le Vingt et unième Cas, Presses universitaires de Caen, 1997 ((sv) Det grovmaskiga nätet, 1993), trad. Åsa Roussel  (ISBN 2-84133-028-1)
- (sv) Borkmanns punkt, 1994
- Retour à la Grande Ombre, Seuil, 2005 ((sv) Återkomsten, 1995), trad. Agneta Ségol et Pascale Brick-Aïda  (ISBN 2-02-059896-5)
- (sv) Kvinna med födelsemärke, 1996
- (sv) Ormblomman från Samaria, 1997
- Le Mur du silence, Seuil, 2007 ((sv) Kommissarien och tystnaden, 1997), trad. Agneta Ségol et Marianne Samoy  (ISBN 978-2-02-059895-8)
- Un été avec Kim Novak, Seuil, 2014 ((sv) Kim Novak badade aldrig i Genesarets sjö, 1998), trad. Agneta Ségol et Marianne Ségol-Samoy  (ISBN 978-2-02-106001-0)
- (sv) Münsters fall, 1998
- Funestes Carambolages, Seuil, 2008 ((sv) Carambole, 1999), trad. Agneta Ségol et Marianne Samoy  (ISBN 978-2-02-059894-1)
- (sv) Flugan och evigheten, 1999
- Eva Moreno, Seuil, 2011 ((sv) Ewa Morenos fall, 2000), trad. Agneta Ségol et Marianne Ségol-Samoy  (ISBN 978-2-02-059897-2)
- (sv) Svalan, katten, rosen, döden, 2001
- (sv) Kära Agnes, 2002
- (sv) Fallet G, 2003

### Autres romans
- (sv) Koreografen, 1988
- (sv) Barins triangel, 1996
- (sv) Och Piccadilly Circus ligger inte i Kumla, 2002
- (sv) Skuggorna och regnet, 2004
- (sv) Himmel över London, 2011
- (sv) Levande och döda i Winsford, 2013
- (sv) Straff, 2014
- (sv) Elva dagar i Berlin, 2015

### Recueils de nouvelles
- (sv) Från doktor Klimkes horisont, 2005

### Essais
- (sv) Sanningen i fallet Bertil Albertsson?, 2008

## Distinctions
- Médaille de Sa Majesté le Roi